# Gibson Moderne
La Gibson Moderne est une guitare électrique à corps plein (solid body) conçue par Gibson en 1957. Il est prévu qu'elle sorte simultanément avec la Flying V et l'Explorer (initialement appelée Futura) dans le cadre d'une série de guitares électriques avec un design moderne, et en rupture pour l'époque. Cependant, contrairement à la Flying V et l'Explorer, qui sortent en 1958, la Moderne n'est mise en production qu'en 1982.
Il est possible qu'un nombre réduit de prototypes ait été réalisé à la fin des années 1950. Aucun des éventuels prototypes survivants n'ayant été officiellement identifié, la Gibson Moderne de 1957-1958 est une guitare au statut mythique.

## Historique

### Le mystère des éventuels prototypes de 1957

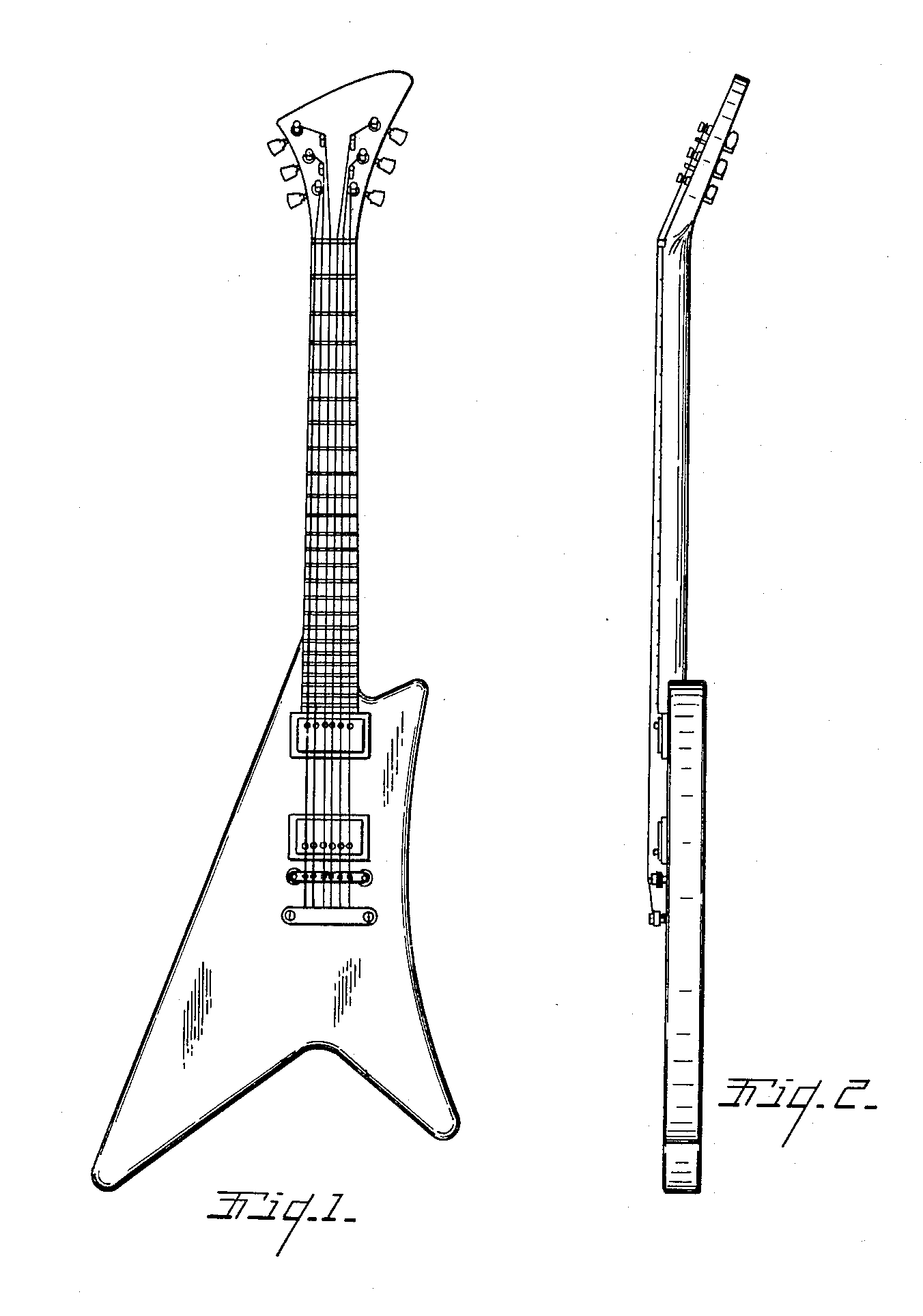
Brevet pour la Gibson Moderne (1958).

Au milieu des années 1950, les Fender Telecaster et Stratocaster envahissent le marché et Gibson perd des parts de marché considérables. Après une tentative de réponse en 1952 avec la Les Paul, dont l'allure générale reste volontairement dans la lignée des modèles caractéristiques de la marque, Gibson crée trois guitares plein corps aux designs futuristes. Sur plus de cent dessins proposés, seuls trois sont retenus, respectivement appelés Flying V, Futura (plus tard renommée Explorer), et Moderne. Gibson fait fabriquer des prototypes de chaque modèle afin qu'ils soient montrés au NAMM de 1957.
Il existe des spéculations selon lesquelles seulement la Flying V et la Futura furent montrées, la ou les Moderne de présérie ayant été détruites avant l'événement. D'autres prétendent que les trois modèles ont bien été exposés ensemble au NAMM mais que la Moderne, n'ayant pas attiré l'attention, aurait été détruite par la suite à l'usine Gibson. Ted McCarty a affirmé jusqu'à sa mort que plusieurs Moderne avaient été construites, sans pouvoir préciser ce qu'il serait advenu de celles-ci. Certains employés de Gibson prétendent quant à eux qu’aucune Moderne n'a été produite ; d'autres, au contraire, que deux employés auraient récupéré les pièces et assemblé des Modernes en dehors de l'usine.
Rendall Wall, alors ingénieur chez Gibson, dit avoir utilisé la Moderne au début des années 1960 pour une performance de Bye Bye Birdie. Wall raconte qu'il l'avait récupérée au rebus de l'usine Gibson, et achetée pour 50 $, indiquant qu'elle « était tellement moche que personne n'en voulait ».
Le 27 juin 1957, le président de Gibson Ted McCarty dépose les trois modèles (Flying V, Futura et la Moderne) au Bureau des brevets des États-Unis. Les brevets sont émis le 7 janvier 1958. Cependant, la Moderne n'a pas été commercialisée avant 1982, contrairement à la Flying V et l'Explorer, produites dès 1958. 
En raison de leur production très limitée voire inexistante et du design très futuriste, les Moderne de 1957 sont extrêmement recherchées par les collectionneurs. Billy Gibbons (ZZ Top) prétend posséder une Moderne de 1958. Néanmoins, aucun expert en guitares anciennes n'a pu examiner cet instrument, Gibbons n'ayant pas donné suite aux sollicitations dans ce sens. 

### Mise en production dans les années 1980
La Moderne connaît sa première production par Gibson, dans les années 1980, dans le cadre de la Heritage Series, confirmant ainsi l'existence du modèle. Les caractéristiques de la Moderne sont identiques à celles de l'Explorer, c'est-à-dire une touche de 22 cases, deux micros Humbuckers, un chevalet Tune-o-Matic, deux potentiomètres de volume, un de tonalité, et un sélecteur trois positions. Elle est alors proposée en différentes finitions : noir, blanc, « Korina » (bois naturel) et cherry (rouge cerise).
Epiphone produit plus tard la Moderne en Corée.
Gibson remet la Moderne en production en 2012. En 2013, Gibson présente une Moderne signature Zakk Wylde. 

## Dans la culture populaire

### Jeux vidéo
La Gibson Moderne figure dans les jeux vidéo Guitar Hero, Guitar Hero 2 et Guitar Hero: on Tour.

### Romans
- Grégoire Hervier, Vintage, Au diable vauvert, 2016,  (ISBN 9791030700749)